# Этопань
Этопань — потухший вулкан на полуострове Камчатка, Россия.
Данный вулкан относится к Иченскому вулканическому району Срединного вулканического пояса. Он находится на водоразделе рек 1-я Белоголовая и Этопань.
Абсолютная высота — 1262 м, относительная — 400 м.
Вулканическая постройка слабо эродирована.
Деятельность вулкана относится к верхнечетвертичному периоду.